# Владимир Тулевски
Владимир Тулевски (на македонска литературна норма: Владимир Тулевски) e журналист от Република Македония, последователен автор на антибългарски статии.

## Биография
Тулевски е роден в Скопие в семейството на югославския функционер Кочо Тулевски. Завършва гимназия в Тетово и висше образование - в Правния факултет на Скопския университет.
Дългодишен сътрудник и редактор във в. „Нова Македония“ след 1975 г. Негов постоянен кореспондент в София в края на 1980-те и началото на 1990-те години. Директор на радио „Нома“. Главен редактор на в. „Вечер“ (2000, 2003-2005) и коментатор в него до смъртта си.
Тулевски се отличава в кариерата със злостните си антибългарски текстове, написани на езика на омразата.